# Teichhütte
Teichhütte è una frazione (Ortsteil) della città di Bad Grund, nel land della Bassa Sassonia, in Germania.

## Storia
Già comune autonomo nel circondario di Gandersheim, fu soppresso e incorporato a Gittelde il 1º luglio 1972: insieme con Gittelde, fu unito a Bad Grund il 1º marzo 2013.